# 向警察國家說不
向警察國家說不（羅馬化：Hromadianska kampaniia "Ni politseiskii derzhavi"）是一場針對20歲學生伊霍爾·因德洛在基輔舍甫琴科區的警察局裡身亡，而發起的反對警察暴力的活動。活動要求對因德洛的死亡進行適當調查，並起訴那些對他的死亡和其他備受矚目的案件有罪的人。